# Fostervatten
Fostervattnet, amnionvätskan, är den vätska som omger det ofödda barnet (fostret) i livmodern. Det består till omkring 98 procent av vatten och produceras i början av graviditeten eller dräktigheten, av fosterhinnorna; senare består det till största delen av fostrets urin. Fostervattnet har den funktion att det skyddar fostret mot stötar. Genom ett fostervattenprov kan vissa upplysningar om fostrets tillstånd erhållas, exempelvis om fostret är drabbat av vissa sjukdomar. När förlossningen närmar sig, spricker fosterhinnan och fostervattnet rinner ut.
Amnionvätskan är normalt steril men translokation samt infektion kan förekomma i vätskan (detta är vanligt i samband med förlossningen men i sällsynta fall kan det bli frågan om translokation även under graviditeten eller dräktigheten).
Provtagning kan då klargöra vilken bakterie det rör sig om. Detta kan bli aktuellt om modern har någon infektion som kan vara malign för fostret. Även andra parametrar kan sökas i amnionvätskan, exempelvis bilirubin, som normalt är en markör för leverproblem eller problem i gallgången, koledokus.